# Copa Santa Catarina
La Copa Santa Catarina è una competizione organizzata dalla Federação Catarinense de Futebol (FCF).

## Albo d'oro
| Anno | Campione (città)            | Vice (città)                |
| ---- | --------------------------- | --------------------------- |
| 1990 | Figueirense (Florianópolis) | Brusque (Brusque)           |
| 1991 | Araranguá (Araranguá)       | Figueirense (Florianópolis) |
| 1992 | Brusque (Brusque)           | Inter de Lages (Lages)      |
| 1993 | Criciúma (Criciúma)         | Figueirense (Florianópolis) |
| 1995 | Avaí (Florianópolis)        | Joinville (Joinville)       |
| 1996 | Figueirense (Florianópolis) | Chapecoense (Chapecó)       |
| 1998 | Tubarão (Tubarão)           | Criciúma (Criciúma)         |
| 2006 | Chapecoense (Chapecó)       | Próspera (Criciúma)         |
| 2007 | Marcílio Dias (Itajaí)      | Joinville (Joinville)       |
| 2008 | Brusque (Brusque)           | Joinville (Joinville)       |
| 2009 | Joinville (Joinville)       | Metropolitano (Blumenau)    |
| 2010 | Brusque (Brusque)           | Joinville (Joinville)       |
| 2011 | Joinville (Joinville)       | Brusque (Brusque)           |
| 2012 | Joinville (Joinville)       | Marcílio Dias (Itajaí)      |
| 2013 | Joinville (Joinville)       | Metropolitano (Blumenau)    |
| 2017 | Atlético Tubarão (Tubarão)  | Brusque (Brusque)           |
| 2018 | Brusque (Brusque)           | Hercílio Luz (Tubarão)      |
| 2019 | Brusque (Brusque)           | Marcílio Dias (Itajaí)      |
| 2020 | Joinville (Joinville)       | Concórdia (Concórdia)       |
| 2021 | Figueirense (Florianópolis) | Juventus (Jaraguá do Sul)   |
| 2022 | Marcílio Dias (Itajaí)      | Hercílio Luz (Tubarão)      |
| 2023 | Marcílio Dias (Itajaí)      | Concórdia (Concórdia)       |

## Titoli per squadra
| Squadra          | Città         | Titoli |
| ---------------- | ------------- | ------ |
| Brusque          | Brusque       | 5      |
| Joinville        | Joinville     | 5      |
| Marcílio Dias    | Itajaí        | 3      |
| Figueirense      | Florianópolis | 3      |
| Araranguá        | Araranguá     | 1      |
| Atlético Tubarão | Tubarão       | 1      |
| Avaí             | Florianópolis | 1      |
| Chapecoense      | Chapecó       | 1      |
| Criciúma         | Criciúma      | 1      |
| Tubarão          | Tubarão       | 1      |